# 12838 Adamsmith
12838 Adamsmith là một tiểu hành tinh vành đai chính với chu kỳ quỹ đạo là 1792.4116461 ngày (4.91 năm).
Nó được phát hiện ngày 9 tháng 3 năm 1997.